# Dan Flavin
 (avril 2010).
Si vous disposez d'ouvrages ou d'articles de référence ou si vous connaissez des sites web de qualité traitant du thème abordé ici, merci de compléter l'article en donnant les références utiles à sa vérifiabilité et en les liant à la section « Notes et références ».
Dan Flavin, né le 1er avril 1933 à Jamaica (New York) et mort le 29 novembre 1996 à Riverhead, est un artiste minimaliste américain célèbre pour avoir créé des installations spectaculaires de tubes fluorescents du commerce.
« La lumière est un objet industriel, et familier » écrit Donald Judd en 1964 lorsqu'il se penche sur le travail de Flavin, « c'est un moyen nouveau pour l'art; désormais l'art pouvait être constitué de toutes sortes d'objets, de matériaux, de techniques inédits ».

## Biographie
Daniel Nicholas Flavin Jr. est né à New York, d'origine irlandaise, il a étudié la prêtrise au séminaire préparatoire de l'Immaculée Conception à Brooklyn entre 1947 et 1952. Il intègre l'[States Air Force|armée de l'air des États-Unis] avec son frère jumeau David John Flavin. Pendant son service militaire 1954-1955 il est formé à la météorologie ; il étudie l'art avec le programme d'extension de l'Université du Maryland en Corée.
À son retour à New York en 1956, Flavin fréquente brièvement l'école d'art Hans Hofmann puis étudie l'histoire de l'art pendant une courte période à la New School for Social Research. Il envisage d’être historien de l'art pour financer son travail d'artiste. Puis il étudie la peinture et le dessin à l'université Columbia, à New York (1957-1959).
En 1959 Flavin est gardien au musée Guggenheim. Il y fait la connaissance de Sol LeWitt, Michael Venezia, Robert Ryman, Robert Mangold, Soja Severdija et Lucy Lippard. Deux ans plus tard il se marie avec sa première épouse Sonja Serverdija une étudiante en histoire de l'art à l'université de New York et assistance chef de bureau au musée d'art moderne. Son frère jumeau meurt en 1962.
Le 7 juillet 1964, son fils Stephen Conor naît.
Dan Flavin meurt à Riverhead, New York, de complications du diabète. La Fondation Dia lui rend hommage le 23 janvier 1997. Parmi les intervenants figurent Brydon Smith, conservateur de l'art du XXe siècle au Musée des beaux-arts du Canada, Fariha Friedrich, une administratrice de Dia, et Michael Venezia, un artiste. La succession de l'artiste est représentée par David Zwirner, New York.

## Démarche
« On peut ne pas considérer la lumière comme un phénomène objectif, mais c'est pourtant ainsi que je l'envisage. Et, comme je l'ai déjà dit, jamais l'art n'a été aussi simple, ouvert et direct » Dan Flavin 1987.
Les constructions de Flavin marquent l’avènement d'une époque d'installation in situ, aujourd'hui banale.
Une œuvre de Flavin est définie dans un premier temps par la disposition de tubes de lumière fluorescente puis c'est l'extension lumineuse qui détermine sa structure son épaisseur, son volume. En ce sens la dimension de l’œuvre est réglée par l'architecture (mur, plafond, sol) qui la délimite.
En envahissant l'espace la lumière de Flavin transforme celui-ci et le dématérialise souvent. Le bain lumineux a en effet pour propriété d'abolir les frontières entre l’environnement et l’appareil d'éclairage qui ne font plus qu'un. L’œuvre devient ainsi une « situation », un lieu d’expériences perceptives liées aux déplacements du spectateur. Comme le dit Donald Judd à propos de son travail, Flavin crée « des états visuels particuliers ».
Avec ses œuvres, Flavin accomplit parfaitement la mission de l’Art minimal telle que Judd la définit dans Specific objects, faire en sorte que l’objet se confonde avec les trois dimensions de l’espace réel. Par le recours à la lumière, Dan Flavin irradie l’espace. Le contexte devient son contenu.
Le tube de lumière utilisé par Flavin a une fonction qui s'oppose complètement à l'objet tangible des œuvres d'art traditionnelles puisque c'est de lui que se déploie l’énergie lumineuse qui va dissoudre ses propres limites. Ses œuvres, n'inspirent pas de contact physique, il n'est pas possible de caresser leur surface pour ressentir le matériau ; l’œuvre de Dan Flavin est réellement impalpable, on ne peut même pas poser son regard sur elle ; c'est pour l'artiste une façon de supprimer un mode de relation émotionnel souvent rattaché aux objets.
« Cependant, si la linéarité des tubes et les effets d'inclusion du spectateur dans l'espace de l’œuvre sont propres à l'art minimal, on peut toutefois se poser la question de savoir si l'atmosphère subtilement colorée des œuvres de Flavin - assez proche de la peinture de Rothko - n'est pas le signe d'un mysticisme latent qui, de ce point de vue, mettrait cet artiste en marge de la production purement « minimale ».»

## Les premiers travaux
Les premiers travaux de Flavin, des peintures et des dessins, reflètent son intérêt pour l’expressionnisme abstrait. En 1959, il fait des assemblages et des collages avec des objets trouvés dans la rue, des canettes écrasées en particulier.
En 1961, il présente sa première exposition personnelle de collages et aquarelles à la galerie Judson de New York. Pendant l'été 1961, alors qu'il travaillé comme gardien au musée d'histoire naturelle de New York, Flavin fait des croquis de sculptures constituées de lumière électrique. Plus tard cette même année, il traduit ses esquisses en assemblages qu'il appelle « Icônes » : huit peintures monochromes dont le pourtour est orné d'ampoules électriques.
La référence à l'icône est emblématique de son œuvre. C’est une recherche essentielle, celle d’une image créée presque uniquement par l’élément lumière.

## Travaux matures
À partir de 1963, Dan Flavin réalise des pièces uniquement à base de tubes fluorescents de fabrication industrielle qu'il assemble différemment selon les installations. Diagonal of Personal Ecstasy (the Diagonal of May 25, 1963) un tube fluorescent jaune placé à 45° sur un mur est son premier travail n'utilisant que le tube fluorescent. Il est dédié à Constantin Brancusi.
Un peu plus tard, The Nominal Three (to William of Ockham) (1963) est composé de six tubes fluorescents verticaux sur un mur, un à gauche, deux au centre, trois à droite, tous de lumière blanche.
Flavin n'utilise que les couleurs standard (rouge, bleu, vert, rose, jaune, ultra-violet et quatre blancs différents), et les dimensions du commerce.
Il délaisse les productions en studio pour des pièces "de situations" spécifiques à des sites où "des propositions" (comme l'artiste a préféré décrire son travail). La plupart des œuvres de Flavin sont "sans titre" suivies d'une dédicace entre parenthèses à des amis, artistes, critiques et autres : les plus célèbres sont ses Monuments to V. Tatlin.
Entre 1964 et 1982, Dan Flavin met à exécution un vaste projet d’hommage au peintre, sculpteur et architecte russe Valdimir Tatline. Il réalise une série de pièces en tubes fluorescents, blancs pour la plupart, qui évoquent schématiquement la forme du Monument à la Troisième internationale de Tatlin (1920) resté à l’état de projet. Il s’agissait d’une construction utopique de plus de 400 mètres de hauteur, constituée de deux spirales métalliques qui s’enroulent l’une dans l’autre, dont le mouvement semblait pouvoir se développer à l’infini. Avec ses néons qui suggèrent des silhouettes évanescentes, Dan Flavin célèbre cette architecture progressiste, tout en soulignant son caractère conceptuel, irréalisable, voire fantomatique.
Flavin réalise sa première pièce d’installation « greens crossing greens (to Piet Mondrian who lacked green) » pour une exposition au Van Abbemuseum, Eindhoven, Pays-Vas en 1966.
En 1968, Flavin remplit toute une galerie avec une lumière ultraviolette à la documenta 4 de Cassel, Allemagne.
En 1992, une de ses pièces conçues en 1971 a enfin été réalisée, elle remplit toute la rotonde du musée Solomon R. Guggenheim à l'occasion de la réouverture du musée.
En 1971 sur l'invitation des architectes concernés, il présente aussi plusieurs projets d’éclairage pour les JO de Munich, mais ses propositions sont finalement rejetées.
Dans les années 1970 et 1980, Flavin crée des configurations plus complexes de tubes fluorescents, notamment ses "couloirs barrées" et les installations de coin. Son travail est de plus en plus concentré sur la relation entre ses sculptures et les espaces qu'elles occupent.
Les « corridors » de Flavin contrôlent et empêchent le mouvement du spectateur dans l'espace de la galerie. Ils prennent des formes diverses.
Le premier couloir, Untitled (to Jan and Ron Greenberg), a été construit pour une exposition solo en 1973 au St. Louis Art Museum, et est dédiée à un galeriste local et à son épouse.
Dans les années 1990, les institutions ont commencé à offrir de plus grandes galeries à Flavin, l'ampleur de ses installations lumineuses est devenue de plus en plus grandiose. En 1992, il remplit le Solomon R. Guggenheim Museum de lumière multicolore, en tirant pleinement partie de la conception Frank Lloyd Wright.

## Installations permanentes
À partir de 1975, Flavin installe des œuvres permanentes en Europe et aux États-Unis : musée Kröller-Müller d'Otterlo, Pays-Bas (1977) ; Hudson River Museum de Yonkers, New York (1979) ; Palais de Justice d'Anchorage, Alaska (1979–89) ; Kunsthalle de Baden-Baden, Allemagne (1989) ; MetroTech Center de Brooklyn, New York (1992); sept réverbères à l'extérieur de la Lenbachhaus (1994) et Hypovereinsbank (1995) à Munich ; Institut Arbeit und Technik/Wissenschaftspark à Gelsenkirchen, Allemagne (1996) ; Union de banques suisses à Berne (1996).
Son travail à grande échelle en lumière fluorescente de couleur pour six bâtiments de la Fondation Chinati commence au début des années quatre-vingt, bien que les plans définitifs n'aient pas été achevés avant 1996.
Sa dernière œuvre est un travail spécifique au site à Santa Maria Annunciata en Chiesa Rossa, Milan, Italie. L'église des années 1930 a été conçue par Giovanni Muzio. La conception de la pièce est achevée deux jours avant la mort de Flavin le 29 novembre 1996. Son installation a été achevée un an plus tard avec l'aide de la Fondation Dia et la Fondation Prada.

## Expositions
La première exposition personnelle de Flavin avec de la lumière fluorescente ouvre en 1964 à la Green Gallery. Deux ans plus tard, son premier salon européen ouvre à la Rudolf Zwirner's gallery à Cologne, en Allemagne. Sa première rétrospective est organisée par la National Gallery of Canada à Ottawa en 1969. En 1973, le Saint Louis Art Museum présente des expositions simultanées de ses œuvres sur papier et réalisées. Les plus importantes en Europe de Flavin sont celles du Kunstmuseum et de la Kunsthalle de Bâle, Suisse (1975), du Musée national de Baden-Baden (1989), et du Städel à Francfort (1993).
À la fin des années 1970, un partenariat avec la Fondation Dia aboutit à plusieurs installations in situ permanentes et à l'exposition itinérante, Dan Flavin: A Retrospective (2004-2007). Elle passe dans les lieux suivants : Musée d'art contemporain de Chicago, National Gallery de Washington ; Musée d'art moderne de Fort Worth, au Texas ; Hayward Gallery de Londres ; Musée d'art moderne de la Ville de Paris ; Collection de tableaux de l'État de Bavière, pinacothèque d'Art moderne à Munich ; Los Angeles County Museum of Art, Los Angeles.
Cette exposition est la première rétrospective consacrée à son travail minimaliste. L'exposition comprenait près de 45 œuvres lumineuses, y compris sa série "icônes". Sa première exposition personnelle en Amérique latine a eu lieu à la Fundación Proa, Buenos Aires, en 1998, organisé avec la Dia Art Foundation (Dan Flavin . 1933-1996).

## Reconnaissance et prix
En 1964, Flavin est lauréat de la Fondation William et Norma Copley, Chicago, avec une recommandation de Marcel Duchamp.
En 1976, il reçoit la médaille Skowhegan de sculpture de l'école Skowhegan de peinture et de sculpture, dans le Maine.
En 1983, la Fondation Dia ouvre l'Institut Dan Flavin Art à Bridgehampton, New York, une exposition permanente de ses œuvres, conçue par l'artiste dans une caserne de pompiers transformée. L'Institut d'art Dan Flavin est cachée dans une maison discrète, dont l'adresse n'est pas inscrite sur le site de la Fondation Dia. Ici, les œuvres de Flavin sont exposées dans des "chambres sans fenêtres ou portant une relation indirecte avec son environnement extérieur».

## Œuvres
- Sculpture Néon, tube fluorescent, 236 × 10 × 5,5 cm, musée d'art de Toulon.
- "Monument" for V. Tatlin, tubes fluorescents, musée national d'Art moderne.